# První nespočetný ordinál
První nespočetný ordinál, tradičně označovaný ω1 případně Ω, je v matematice nejmenší ordinální číslo, které je nespočetnou množinou. První nespočetný ordinál je supremum (nejmenší horní závora) všech spočetných ordinálů. Prvky ω1 jsou spočetné ordinály, kterých je nespočetně mnoho.
Stejně jako jiná ordinální čísla (ve von Neumannově přístupu) je ω1 dobře uspořádanou množinou, kde relace je prvkem množiny ("∈", též relace náležení) definuje uspořádání. ω1 je limitní ordinál, což znamená, že neexistuje ordinální číslo α, pro které α + 1 = ω1.
Kardinalita ω1 je první nespočetné kardinální číslo, ℵ1 (alef jedna). Ordinál ω1 je tedy počátečním ordinálem ℵ1.
ve většině konstrukcí jsou opravdu ω1 a ℵ1 stejné množiny. Zobecnění: pokud α je libovolné ordinální číslo, definujeme ωα jako počáteční ordinál kardinálního čísla ℵα.
Existenci ω1 lze dokázat bez axiomu výběru (viz Hartogsovo číslo).

## Topologické vlastnosti
Použitím ordinální topologie lze libovolné ordinální číslo považovat za topologický prostor. Pokud na ω1 pohlížíme jako na topologický prostor, obvykle je zapisujeme <0,ω1) pro zdůraznění, že se jedná o prostor obsahující všechny ordinální čísla menší než ω1.
Pokud platí axiom spočetného výběru, každá rostoucí ω-posloupnost prvků prostoru <0,ω1) konverguje k limitě v <0,ω1). Příčinou je, že sjednocení (= supremum) každé spočetné množiny spočetných ordinálních čísel je také spočetné ordinální číslo.
Topologický prostor <0,ω1) je sekvenčně kompaktní, ale není kompaktní. V důsledku toho není metrizovatelný; je však spočetně kompaktní a proto není Lindelöfův. V pojmech axiomů spočetnosti je <0,ω1) první spočetný prostor, ale není ani separabilní ani druhý spočetný prostor.

### Související článku
- Ordinální aritmetika
- Velký spočetný ordinál
- Hypotéza kontinua